# Србија на Светском првенству у атлетици у дворани 2022.
Србија је учествовала на 18. Светском првенству у атлетици у дворани 2022. одржаном у Београду од 18. до 20. марта. У седмом учешћу на светским првенствима у дворани, репрезентацију Србије представљало је 13 атлетичара (6 атлетичара и 7 атлетичарки), који су се такмичили у 12 дисциплине (6 мушких и 6 женских).,
На овом првенству представници Србије су освојили једну златну медаљу. Овим успехом Србија је делила 14 место у укупном пласману освајача медаља.
У табели успешности према броју и пласману такмичара који су учествовали у финалним такмичењима (првих 8 такмичара) Србија је са 2 учесника у финалу заузела 27. место са 9 бодова.
| Пл. | Земља  | 1. место | 2. место | 3. место | 4. место | 5. место | 6. место | 7. место | 8. место | Бр. фин. | Бод. |
| --- | ------ | -------- | -------- | -------- | -------- | -------- | -------- | -------- | -------- | -------- | ---- |
| 27. | Србија | 1        | 0        | 0        | 0        | 0        | 0        | 0        | 1        | 2        | 9    |

## Учесници
| Мушкарци: - Алекса Кијановић — 60 м - Бошко Кијановић — 400 м - Елзан Бибић — 3.000 м - Лука Трговчевић — 60 м препоне - Лазар Анић — Скок удаљ - Асмир Колашинац — Бацање кугле | Жене: - Милана Тирнанић — 60 м - Маја Ћирић — 400 м - Ања Лукић — 60 м препоне - Ангелина Топић — Скок увис - Ивана Вулета — Скок удаљ - Милица Гардашевић — Скок удаљ - Јована Илић — Троскок |  |

## Освајачи медаља

### злато (1)
- Ивана Вулета — Скок удаљ

## Резултати

### Мушкарци
| Атлетичар        | Дисциплина   | Лични рекорд | Квалификације | Квалификације | Полуфинале           | Полуфинале           | Финале                | Финале       | Детаљи |
| Атлетичар        | Дисциплина   | Лични рекорд | Резултат      | Место         | Резултат             | Место                | Резултат              | Место        | Детаљи |
| ---------------- | ------------ | ------------ | ------------- | ------------- | -------------------- | -------------------- | --------------------- | ------------ | ------ |
| Алекса Кијановић | 60 м         | 6,66 НР      | 6,80          | 5. у гр. 1    | Није се квалификовао | Није се квалификовао | Није се квалификовао  | 36 / 43 (50) |        |
| Бошко Кијановић  | 400 м        | 46,22 НР     | 46,88 КВ      | 2. у гр. 4    | 46,97                | 5. у гр. 2           | Нису се квалификовали | 10 / 24 (25) |        |
| Елзан Бибић      | 3.000 м      | 7:39,45 о    | 7:52,78       | 6. у гр. 2    |                      |                      | Нису се квалификовали | 13 / 33 (34) |        |
| Лука Трговчевић  | 60 м препоне | 7,81         | 7,89          | 8. у гр. 1    | Није се квалификовао | Није се квалификовао | Није се квалификовао  | 38 / 44 (46) |        |
| Лазар Анић       | Скок удаљ    | 8,15 о       |               |               |                      |                      | 7,92 ЛРС              | 8 / 14       |        |
| Асмир Колашинац  | бацање кугле | 21,58 о      | 20,64         | 11 / 18       |                      |                      |                       |              |        |

### Жене
| Атлетичарка       | Дисциплина   | Лични рекорд | Квалификације | Квалификације | Полуфинале            | Полуфинале            | Финале                | Финале       | Детаљи |
| Атлетичарка       | Дисциплина   | Лични рекорд | Резултат      | Место         | Резултат              | Место                 | Резултат              | Место        | Детаљи |
| ----------------- | ------------ | ------------ | ------------- | ------------- | --------------------- | --------------------- | --------------------- | ------------ | ------ |
| Милана Тирнанић   | 60 м         | 7,33         | 7,42          | 6. у гр. 4    | Нису се квалификовале | Нису се квалификовале | Нису се квалификовале | 39 / 46 (47) |        |
| Маја Ћирић        | 400 м        | 52,33 НР     | 53,36         | 5. у гр. 5    | Нису се квалификовале | Нису се квалификовале | Нису се квалификовале | 23 / 28      |        |
| Ања Лукић         | 60 м препоне | 8,14 НР      | 8,25(.241)    | 4. у гр. 4    | Нису се квалификовале | Нису се квалификовале | Нису се квалификовале | 34 / 41 (45) |        |
| Ангелина Топић    | Скок увис    | 1,91         |               |               |                       |                       | 1,88                  | 9 / 12       |        |
| Ивана Вулета      | Скок удаљ    | 7,24 НР      | 7,06 СРС, ЛРС |               |                       |                       |                       |              |        |
| Милица Гардашевић | Скок удаљ    | 6,69         | 6,59          | 9 / 14 (15)   |                       |                       |                       |              |        |
| Јована Илић       | Троскок      | 13,61        | 13,36         | 16 / 16       |                       |                       |                       |              |        |